# Nad złotym stawem (film 1981)
Nad Złotym Stawem (ang. On Golden Pond) – amerykański dramat filmowy z 1981 roku w reżyserii Marka Rydella, zrealizowany na podstawie sztuki Ernesta Thompsona.

## Opis fabuły
Norman Thayer, emerytowany profesor wraz z żoną Ethel od dawna spędzają każde lato tylko we dwoje w domku nad jeziorem. Z okazji 80. urodzin Normana do domku przybywa jego córka Chelsea, jej nowy narzeczony i syn. Normanowi udaje się nawiązać relacje z chłopcem. Dużo trudniej stworzyć mu podobnie ciepłą relację ze znerwicowaną i zbuntowaną córką.

## Główne role
- Katharine Hepburn – Ethel Thayer
- Henry Fonda – Norman Thayer Jr.
- Jane Fonda – Chelsea Thayer Wayne
- Doug McKeon – Billy Ray
- Dabney Coleman – Bill Ray
- William Lanteau – Charlie Martin
- Christopher Rydell – Sumner Todd

## Nagrody i nominacje
Oscary za rok 1981
- Najlepszy scenariusz adaptowany – Ernest Thompson
- Najlepszy aktor – Henry Fonda
- Najlepsza aktorka – Katharine Hepburn
- Najlepszy film – Bruce Gilbert (nominacja)
- Najlepsza reżyseria – Mark Rydell (nominacja)
- Najlepsze zdjęcia – Billy Williams (nominacja)
- Najlepsza muzyka – Dave Grusin (nominacja)
- Najlepszy dźwięk – Richard Portman, David M. Ronne (nominacja)
- Najlepszy montaż – Robert L. Wolfe (nominacja)
- Najlepsza aktorka drugoplanowa – Jane Fonda (nominacja)

Złote Globy 1981
- Najlepszy dramat
- Najlepszy scenariusz – Ernest Thompson
- Najlepszy aktor dramatyczny – Henry Fonda
- Najlepsza reżyseria – Mark Rydell (nominacja)
- Najlepsza aktorka dramatyczna – Katharine Hepburn (nominacja)
- Najlepsza aktorka drugoplanowa – Jane Fonda (nominacja)

Nagrody BAFTA 1982
- Najlepsza aktorka – Katharine Hepburn
- Najlepszy film – Bruce Gilbert (nominacja)
- Najlepsza reżyseria – Mark Rydell (nominacja)
- Najlepszy scenariusz – Ernest Thompson (nominacja)
- Najlepszy aktor – Henry Fonda (nominacja)
- Najlepsza aktorka drugoplanowa – Jane Fonda (nominacja)